# Comté de Gbarpolu
Le comté de Gbarpolu est un comté du Liberia. Il est le plus jeune des 15 comtés libériens, créé en 2001 à partir du comté de Lofa. Situé au nord-est du Liberia, le comté a une population d’environ 131 227 habitants. Sa capitale est Bopolu.

## Géographie
Le comté est situé à l'ouest du pays, sans accès à l'océan. La grande majorité du Gbarpolu est recouvert de forêts.

## Districts
Le comté est divisé en 6 districts :
- District de Belleh
- District de Bokomu
- District de Bopolu
- District de Kongba
- District de Gbarma
- District de Gounwolaila

## Économie
Avant la guerre civile libérienne[Laquelle ?], les industries minières figuraient au premier rang de l’activité économique de la région. Après la guerre, tous les secteurs économiques furent dévastés, les activités minières comprises.

## Villes
- Bella Yella